# ميشيل لاشانس
ميشيل لاشانس هو لاعب هوكي الجليد كندي، ولد في 11 أبريل 1955 في مدينة كيبك في كندا.

## وصلات خارجية
- ميشيل لاشانس على موقع دوري الهوكي الوطني (الإنجليزية)
- ميشيل لاشانس على موقع قاعة مشاهير الهوكي (لاعب أن.إتش.أل) (الإنجليزية)
- ميشيل لاشانس على موقع EliteProspects.com (الإنجليزية)
- ميشيل لاشانس على موقع HockeyDB.com (الإنجليزية)
- ميشيل لاشانس على موقع Hockey-Reference.com (الإنجليزية)